# NGC 5032
NGC 5032 este o liner situată în constelația Părul Berenicei. A fost descoperită în 11 aprilie 1785 de către William Herschel. Se află la o distanță de 125,89 de megaparseci de Pământ.